# Greg Davis (Rugbyspieler)
Gregory Victor Davis (* 27. Juli 1939 in Matamata, Neuseeland; † 24. Juli 1979 in Rotorua, Neuseeland) war ein australischer Rugby-Union-Nationalspieler neuseeländischer Abstammung. Von 1969 bis 1972 war er Teamkapitän der Nationalmannschaft der Australian Rugby Union (ARU).

## Leben
Davis wurde auf der Nordinsel von Neuseeland geboren und besuchte dort das Sacred Heart College in Auckland. Später arbeitete er unter anderem als Wollklassifizierer (engl. wool classer).
Nach dem Ende seiner Rugby-Karriere im Jahr 1972 kehrte Davis im folgenden Jahr nach Neuseeland zurück, um seine berufliche Laufbahn im Immobilienbereich fortzusetzen.
1979 starb er kurz vor seinem 40. Geburtstag an einem Hirntumor. Zugunsten seiner Familie wurden Benefizspiele in Sydney und anderen Orten in Australien und Neuseeland abgehalten, um Spenden zu sammeln. Er hinterließ seine Frau Claire, seine beiden Söhne Simon und Andrew und seine Tochter Bridget. Im Oktober 2014 wurde Davis posthum in die „Australia Rugby's Hall of Fame“ aufgenommen.

## Karriere
Davis begann seine Karriere im Amateur-Rugby Neuseelands, wo er für Katikati im Thames Valley, für Otahuhu in Auckland und für Tauranga an der Bay of Plenty spielte. Ab 1961 spielte er für die Neuseeländische Rugby-Union-Nationalmannschaft, die „All Blacks“, bis er 1963 zum Drummoyne District Rugby Football Club im Westen Sydneys wechselte, dem er bis zu seinem Karriereende 1972 angehörte.
Davis wurde in seinem ersten Jahr in Sydney Mitglied der New South Wales Waratahs, die heute zur Super-Rugby-Profiliga gehören. Sein Debüt in der Australischen Rugby-Union-Nationalmannschaft, den „Wallabies“, hatte er am 4. Juni 1963 in einem Test Match gegen die Englische Rugby-Union-Nationalmannschaft in Sydney. Im folgenden Monat wurde er in den Kader für die Australian Rugby-Union-Tour gegen die Südafrikanische Rugby-Union-Nationalmannschaft, die „Springbokke“, gewählt. 1964 nahm er an der Australian Rugby-Union-Tour in Neuseeland gegen seinen alten Heimatverein „All Blacks“ teil und bestritt sieben der acht Spiele, darunter drei Test Matches; bei einem Test Match nach den Regeln der Rugby Union handelt es sich dabei um ein Rugby-Länderspiel, das üblicherweise zwischen den Nationalmannschaften der beteiligten Länder ausgetragen wird.
1965 trat er für Australien erneut in einem Test Match gegen die südafrikanischen „Springbokke“ an (während deren Australasientour) und 1966 in zwei Test Matches gegen die British and Irish Lions. Zwischen 1966 und 1967 nahm Davis an zwanzig von sechsunddreißig Spielen, einschließlich aller fünf Test Matches, gegen Großbritannien, Irland und Frankreich teil. 1967 reiste er zusammen mit den „Wallabies“ nach Neuseeland und nahm am Test Match zwischen Australien und Neuseeland – auf der Seite Australiens – anlässlich des 75. Jubiläums teil. Im folgenden Jahr folgte eine Spielserie durch Irland und Schottland.
Davis hatte 1969 sein erstes Test Match als Mannschaftskapitän der australischen Rugby-Nationalmannschaft während eines Heimspiels gegen Wales und löste John Edward Thornett, MBE, ab.
Einigen Wochen später führte er die Mannschaft während der Australien Rugby-Union-Tour 1969 gegen Neuseeland an und bestritt siebzehn Spiele sowie vier Länderspiele; da dem Kader primär junge Spieler angehörten, gingen alle vier Test Matches verloren. In den folgenden drei Jahren begleitete Davis die Nationalmannschaft als Kapitän in Test Matches gegen Schottland, Südafrika (die von Protesten gegen die Apartheid überschattet waren) und Frankreich; so führte er die „Wallabies“ 1971 während der Australien Rugby-Union-Tour in Frankreich und 1972 in Neuseeland und Fidschi an.
Am 17. April 1971 war Davis einer der Auswahlspieler des „President’s Overseas XV“-Teams, das anlässlich des hundertjährigen Bestehens der Rugby Football Union gegen England antrat. Das President’s Overseas XV-Spiel fand im Twickenham Stadium in London statt und wurde vor über 50.000 Zuschauern ausgetragen.
Der Sporthistoriker und ehemalige Rugby-Nationalspieler Maxwell L. Howell schreibt über Davis, dass für den damals 33-Jährigen „sieben Niederlagen und nur fünf Siege“ in seiner letzten Australien Rugby-Union-Tour „eine Katastrophe waren und Davis veranlassten, in den Ruhestand zu gehen.“ Eine in Neuseeland erlittene Verletzung verhinderte zudem, dass Davis beim Test Match in Fidschi die Spielführung als Kapitän übernehmen konnte. Peter David Sullivan führte die „Wallabies“ schließlich zu einem 21-19-Sieg gegen Fidschi, der bereits während der neuseeländischen Etappe zwei Mal die Rolle des Teamkapitäns von Australien übernommen hatte: Davis spielte nur in elf von dreizehn Spielen. Das dritte Test Match in Neuseeland gegen die „All Blacks“ am 16. September 1972 sollte Greg Davis finales Spiel werden und stellte sein Karriereende dar. Er wurde von Peter David Sullivan abgelöst.
Mit der Nationalmannschaft der National Rugby Union bestritt Davis insgesamt 39 Test Matches als Spieler und 16 als Kapitän.
Maxwell L. Howell beschrieb Davis rückblickend als einen Kapitän, der „von der Spitze her führte“, dessen Führungsstil dem Ansatz „Niemals aufgeben“ folgte und der so das Team hinter sich versammelte („rallied the troops“). Aufgrund seiner Position als Flanker, löste er sich in Spielsituationen schnell vom Gedränge und sein Spieltempo und seine „verheerenden Angriffe“ erwiesen sich „als Geißel für den Verbindungshalb“ (engl. fly-halves) der gegnerischen Mannschaft. Howell betrachtete Davis als „Anführer von Männern, der (selbst) glaubte, ein Anführer müsse führen“ und als „einen entschlossenen Flanker, der kein Spielviertel preisgab und auch um keines bat.“